# Yates Johnson
Yates Sterling Johnson (* 2. Juni 1994 in Taos, New Mexico) ist ein US-amerikanischer Tennisspieler.

## Karriere
Yates Johnson wurde als Sohn von Jaff und Dawn Johnson geboren. Sein Zwillingsbruder Hunter Johnson besuchte wie er die Southern Methodist University im Bundesstaat Texas und machte dort 2017 seinen Abschluss. Zuvor hatten die beiden an der University of Louisiana at Lafayette studiert. Sie spielten dort College Tennis.
Früh schon spezialisierte Yates sich aufs Doppel, wo er fast immer mit seinem Bruder Hunter spielt. Im Einzel konnte er sich nie in der Tennisweltrangliste platzieren. 2015 gewannen die Brüder ihren ersten Titel auf der ITF Future Tour. Von 2016 bis 2018 kamen jedes Jahr zwei Titel hinzu, sodass sie 2018 erstmals in die Top 300 im Doppel vorstoßen und regelmäßiger an Turnieren der ATP Challenger Tour teilnehmen konnten. Einmal, 2018 in Savannah, konnten sie ein Challenger-Halbfinale erreichen.
Im Jahr 2019 gewannen sie vier Futures, im Februar 2020 erreichten sie Platz 249, ihr Karrierehoch. Kurz darauf legten sie, auch pandemiebedingt, eine Pause ein und kehrten erst 2021 auf die Tour zurück. Sie kamen in Delray Beach dank einer Wildcard zu ihrem Debüt auf der ATP Tour. Hier unterlagen sie ihren Landsmännern Ryan und Christian Harrison in zwei Sätzen.